# Baçal
Baçal est une freguesia portugaise du concelho de Bragance, avec une superficie de 28,37 km2 pour une population de 484 habitants (2011). Elle a une densité de 17,1 hab/km2.